# Брагадин, Маркантонио

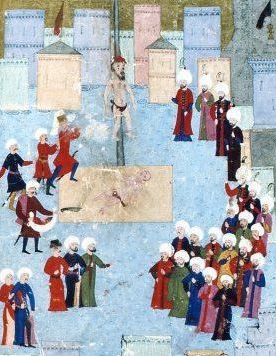
С Маркантонио Брагадино сдирают кожу. Шех-наме Селима, 1581

Маркантонио Брагадин (итал. Marcantonio Bragadin; 1523—1571) — венецианский военачальник, один из наиболее знаменитых героев Венецианской республики за всю её тысячелетнюю историю.

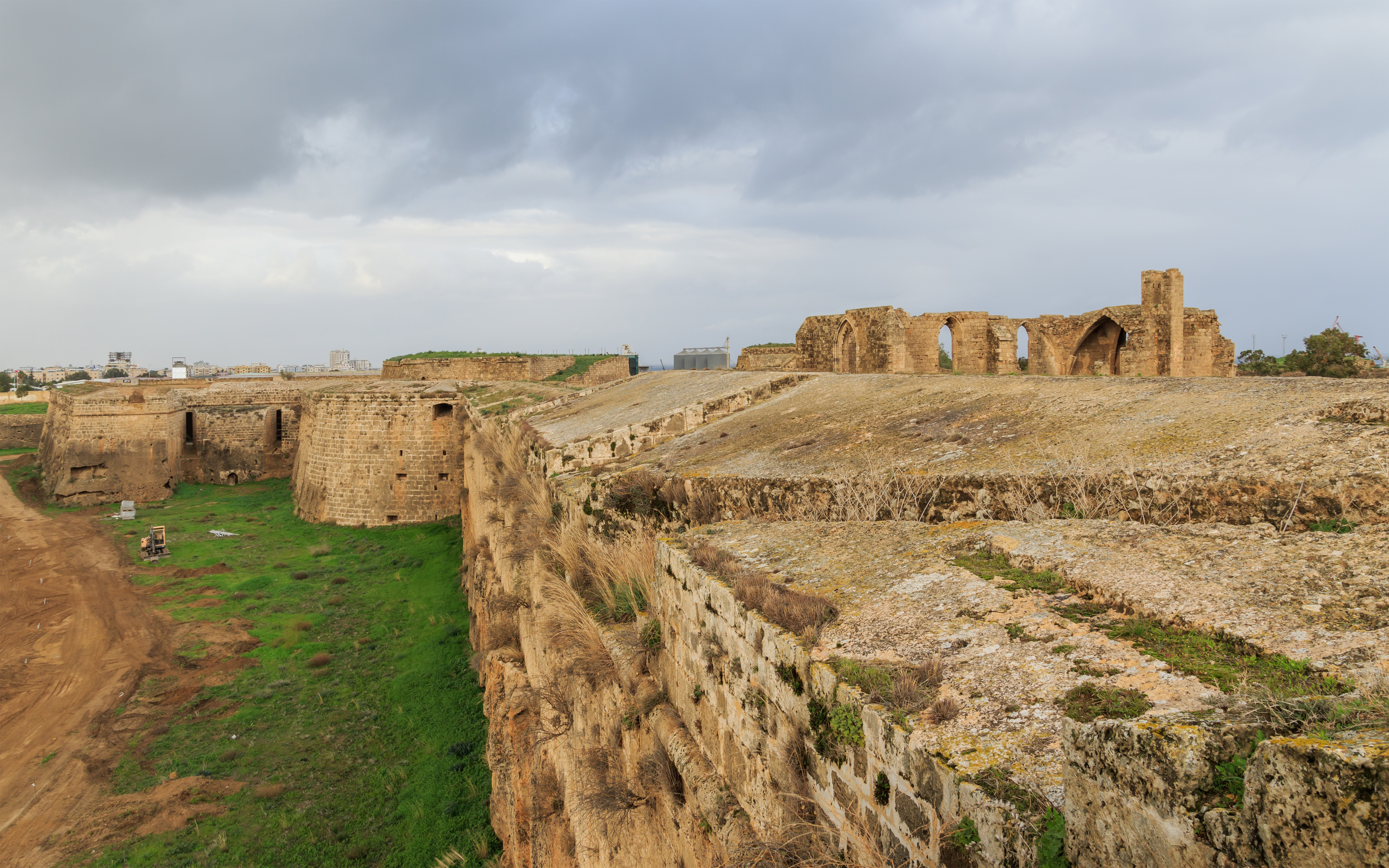
Древние стены Фамагусты

## Биография
Маркантонио Брагадин родился 21 апреля 1523 года в Венеции.
В 1489 году последняя королева Кипра — Катерина Корнаро — передала Кипрское королевство Венецианской республике, и с той поры остров управлялся как заморское владение Венеции. Султан Селим II, придя к власти, решил захватить Кипр (существует легенда, что причиной этому была любовь пьяницы-султана к хорошему кипрскому вину).
В 1570 году, когда назревала война между Венецией и Османской империей, Брагадин проверял надёжность укреплений города Фамагуста, чьим правителем он стал вместе с Асторре Бальони. В том же году, в ходе Турецко-венецианской войны остров был захвачен турками.
Венецианцы провели несколько контрнаступлений, но в конце концов вынуждены были засесть в Фамагусте. После падения Никосии турки обложили Фамагусту. Защитники города сражались отчаянно и даже совершили несколько удачных вылазок против мусульман; при том, что семитысячному гарнизону противостояло 50 000 турок с 1500 пушек, при поддержке артиллерии со 150 судов, осуществлявших морскую блокаду, чтобы не дать возможность получить подкрепление, боеприпасы и продовольствие. В ходе штурмов турки потеряли около 4 тысяч солдат. Однако в июле венецианцы, потеряв всякую надежду на спасительное подкрепление с родины, вынуждены были сдаться.

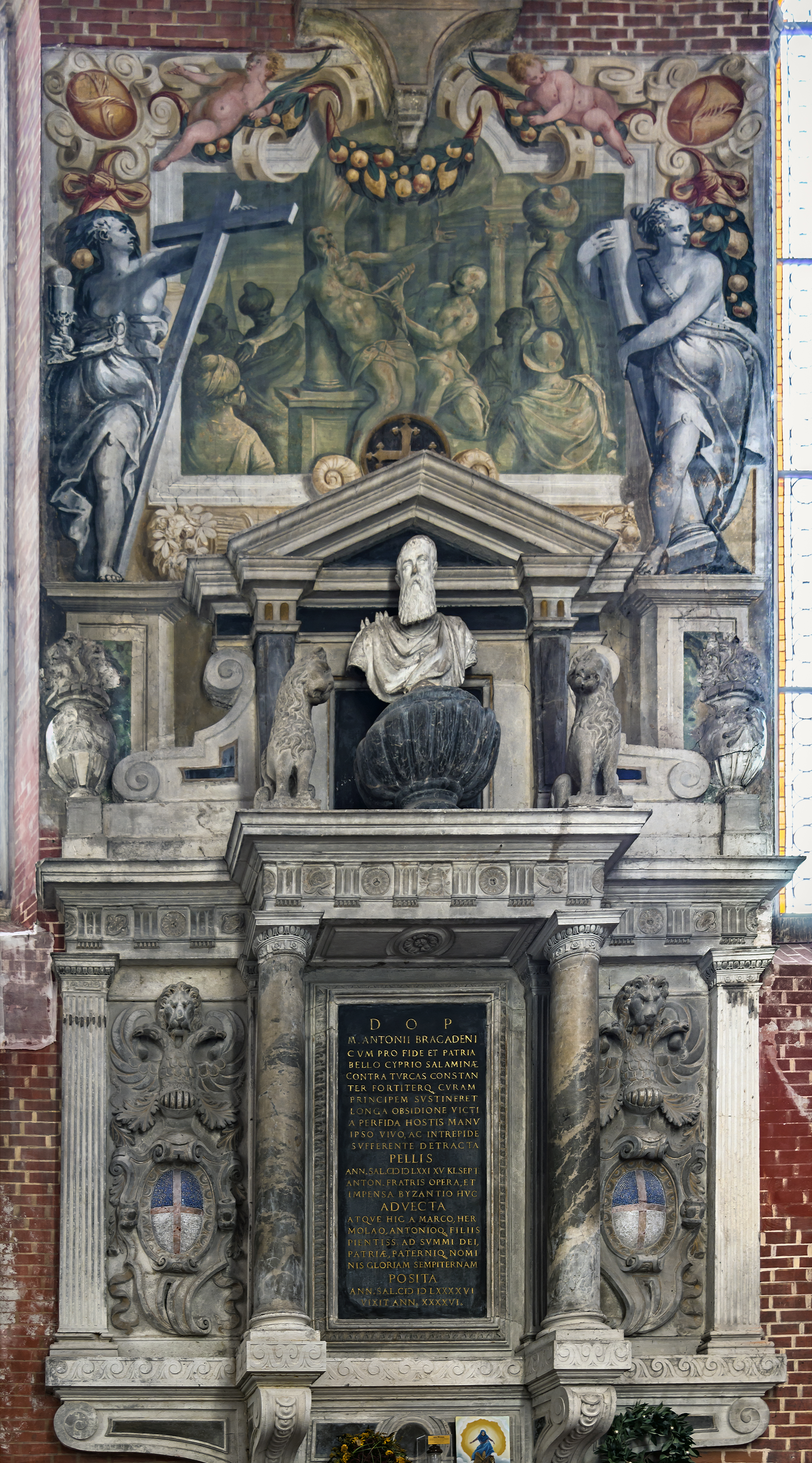
Его гробница в Венеции.

Несмотря на то, что венецианцы капитулировали под гарантии свободного возвращения домой, которые Лала Мустафа-паша заверил и своей подписью, и печатью султана, он слово своё не сдержал. Когда Брагадин в сопровождении других защитников города явился для передачи ключей города, Мустафа лично набросился на него и отрезал оба уха и нос. Началась резня, итогом которой стала гора из 350 голов, сваленных у шатра Мустафы. Через две недели, после пыток и издевательств, 17 августа 1571 года Брагадин принял мученическую смерть: с него содрали живьём кожу на глазах оставшихся в живых и ставших пленниками жителей Фамагусты. Набили её соломой, посадили на быка и возили по городу, вместе с отрубленными головами других генералов. Сохранилось свидетельство Франческо Меризи Караваджо (дядя художника), описавшего подробности в своем дневнике.
Головы казнённых военачальников и кожу Брагадина Лала Мустафа-паша привез в Константинополь в подарок султану. Судьба голов неизвестна, а кожа (по сообщению историка Джузеппе Тассини), выставленная в арсенале, около 1575 года была, якобы, похищена жителем Вероны Джироламо Полидоро. Известно, что 1 декабря 1587 года Полидоро подал следующую петицию:
«Я, Иеронимо Полидоро из Вероны, был тем очень счастливцем, который, по просьбе прославленного Тьеполо, Байло в Константинополе, добыл кожу славного Брагадина и доставил её в целости и сохранности Байло».
По словам Полидоро, после этого он попал в руки турок, которые пытали его, в результате чего Полидоро стал евнухом. За свои заслуги и мучения Полидоро просил у Большого совета пенсию в 16 дукатов в месяц. К прошению прилагалось несколько свидетельств.
18 мая 1596 года кожа была передана собору Санти-Джованни-э-Паоло и помещена в свинцовый гроб в нише позади урны. 24 ноября 1961 года с согласия потомком Брагадин гроб был вскрыт группой учёных, которые обнаружили в нём несколько кусков обожжённой человеческой кожи. Они были торжественно перезахоронены ровно через четыре месяца в присутствии местных властей.
К сожалению, Полидори не описал, как он добыл кожу; о нём мало что известно, в том числе был ли он участником обороны Кипра. И при этом это был бы не первый случай в истории, когда обнаруживались фальшивые реликвии, особенно если семья была заинтересована в том, чтобы их предка захоронили с другими героями.